# 中華民国地理学会
中華民国地理学会（ちゅうかみんこくちりがっかい、英語: The Geographical Society of China located in Taipei、GSC）は、中華民国（台湾）にある地理学分野の学会。1934年に発足し、1951年に台湾で再設置された。

## 概要
1934年、翁文灝、竺可楨、張其昀らが南京市で正式に中国地理学会を創立、翁文灝が初代会長に就任した。日中戦争期には学会を四川省重慶市に移し、終戦後また南京へ戻り、南京中央大学地理系に本部を置いた。1951年、中国地理学会が台湾にて再建され、合わせて在台第一回会員大会を開催した。1977年に中華民国内政部へ登記を行った。2022年1月に「中華民国地理学会」へ改名した。
中華民国地理学会は国際地理学連合の正会員であるが、台湾の学術団体で国際学会の正会員になっている数少ない学会の1つである。中国大陸にある中国地理学会は1949年4月に代表を送ったものの、中華人民共和国成立後は国際地理学連合（IGU）に参加せず、台湾の中国地理学会が「中国地理学会」としてIGUに加盟していた。1984年、中国大陸側との交渉により、大陸の地理学会が「中国地理学会」、台湾の地理学会は「在台北中国地理学会」としてIGUに加盟することになった。
発行する学術雑誌は『中華民国地理学会会刊』（1964年創刊）。1962年創刊の『地理学報』は当初、中国地理学会から刊行していたが、現在は国立台湾大学の刊行物となっている。

## 歴代理事長
| 代 | 会長   | 在任期間  | 備考 |
| -- | ------ | --------- | ---- |
| 1  | 張其昀 | 1951-1972 |      |
| 2  | 鄭資約 | 1973-1975 |      |
| 3  | 孫宕越 | 1976-1978 |      |
| 4  | 鄭子政 | 1979-1981 |      |
| 5  | 沙学浚 | 1982-1983 |      |
| 6  | 鄭子政 | 1984-1985 |      |
| 7  | 劉衍淮 | 1986-1987 |      |
| 8  | 劉鴻喜 | 1988-1989 |      |
| 9  | 王洪文 | 1990-1991 |      |
| 10 | 石再添 | 1992-1993 |      |
| 11 | 王秋原 | 1994-1995 |      |
| 12 | 陳国彦 | 1996-1997 |      |
| 13 | 陳国彦 | 1998-1999 |      |
| 14 | 張長義 | 2000-2001 |      |
| 15 | 張長義 | 2001-2002 |      |
| 16 | ???    | 2003-2004 |      |
| 17 | ???    | 2005-2006 |      |
| 18 | ???    | 2007-2008 |      |
| 19 | 陳国川 | 2009-2010 |      |
| 20 | 陳国川 | 2011-2012 |      |
| 21 | 頼進貴 | 2013-     |      |